# Três Marias
Três Marias är en kommun i Brasilien.   Den ligger i delstaten Minas Gerais, i den sydöstra delen av landet, 400 km sydost om huvudstaden Brasília. Antalet invånare är 28 315.
Omgivningarna runt Três Marias är huvudsakligen savann. Trakten runt Três Marias är nära nog obefolkad, med mindre än två invånare per kvadratkilometer.